# NGC 31
NGC 31 је спирална галаксија у сазвежђу Феникс која се налази на NGC листи објеката дубоког неба.
Деклинација објекта је - 56° 59' 10" а ректасцензија 0h 10m 38,5s. Привидна величина (магнитуда) објекта NGC 31 износи 14,3 а фотографска магнитуда 15,0. NGC 31 је још познат и под ознакама ESO 149-20, AM 0007-571, PGC 751.